# 브룩 딜맨
브룩 딜맨(Brooke Dillman, 1966년 8월 22일 ~ )은 미국의 배우, 텔레비전 배우, 영화배우이다.
캔자스시티에서 태어났다.

## 방송
- 렉트

## 영화
- 아이 빌리브 인 산타 (2022년) - 트리비아 마스터 역
- 렉트 시즌1 (2016년)
- 포스 맨 아웃 (2015년)
- 에코 (2014년) - 웨이트리스 역
- 수퍼배드 (2007년)
- 래리 더 케이블 가이 - 헬스 인스펙터 (2006년) - 브렌다 미셀리 역
- 라서니 (2004년)
- 블루 콜러 TV (2004년) - 베어리어스 캐릭터스 / 역
- 내 사랑 포르노 (2003년)